# MTV (бронежилет)

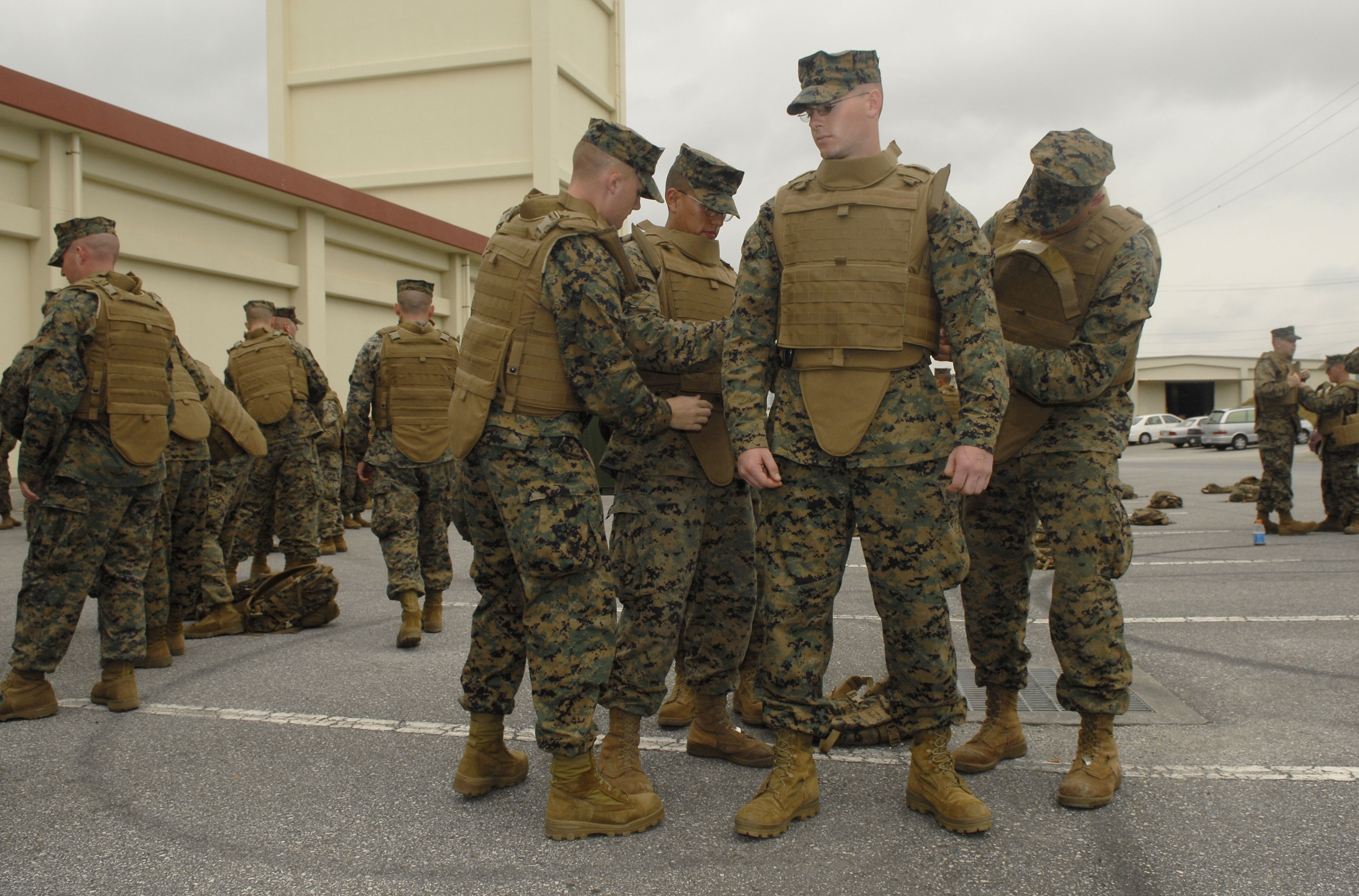
Морские пехотинцы осваивают новую боевую экипировку — бронежилет MTV на базе Camp Foster, Окинава, 2007 г.

MTV  (англ. Modular Tactical Vest) — модульный тактический бронежилет, штатный бронежилет (БЖ) Корпуса морской пехоты США. Разработан как преемник БЖ Interceptor Body Armor (IBA), отличается от последнего улучшенной защитой и системой быстрого сброса (описанной ниже).
Разработан для КМП США, принят на вооружение в 2006 году. В сентябре 2006 года КМП США заключил контракт с компанией Protective Products International (PPI) на поставку 60 тыс. жилетов MTV. Начало поставок в войска с 2007 года. В августе 2008 года ВМС США также заключили контракт на поставку 28 тыс. бронежилетов MTV.
В дополнение к встроенной мягкой броне из кевлара — противопульной (от пуль короткоствольного оружия) и противоосколочной — базовый жилет предназначен для установки бронеэлементов-вставок из комбинированной брони (керамика/органит) — пластин SAPI и ESAPI. С композитными бронеэлементами жилет обеспечивает защиту от винтовочных и автоматных бронебойных пуль. Масса бронежилета 14 кг, — более тяжелый по сравнению с предшествующей моделью жилета IBA.

## Конструкция
Состоит из базового жилета-чехла (Plate Carrier) с карманами для передней и задней броневставок (перед и спинка) и двух боковых панелей. Передний бронеэлемент закрывает грудь от уровня, чуть ниже ключиц, и верхнюю часть живота до уровня локтевых сгибов. Также предусматривается установка воротника (состоящего из двух частей) и пахового фартука. В жилет может устанавливаться до четырёх бронепанелей — грудная, спинная и две боковые. Грудной и спинной бронеэлементы усиления устанавливаются в наружные карманы чехла, боковые помещаются в специальные карманы, которые крепятся внутри боковых панелей бронежилета. Жилет создан по распространенной схеме, в которой боковые панели фиксируются на грудной части бронежилета с помощью текстильных застежек «репейник» (в оригинале «велкро») и закрываются центральным клапаном. Внутренняя сторона чехла жилета выполнена из сетки, что должно способствовать улучшению микроклимата поджилетного пространства. Внутри кармана задней бронепанели находится кармашек для хранения инструкции к бронежилету, также в карман задней вставки, при её отсутствии, можно помещать резервуар питьевой системы, используя для вывода шланга питьевой системы ходы для коммуникационной проводки в чехле.
Обладает системой быстрого сброса — выдергивание троса разъединяет крепления только боковых секций бронежилета, верхние крепления, соединяющие переднюю и заднюю части жилета необходимо разъединять самостоятельно. Петля троса быстрого сброса находится на правой боковой панели и может устанавливаться в двух положениях — в нижней или верхней части.
Выпускается в 5 размерах: XS, S, M, L, XL. Для каждого размера жилета выпускается воротник соответствующего размера (кроме унифицированного размера XS-S). Фронтальный элемент воротника и паховый фартук выпускаются в двух размерах (XS-M, L-XL).

## Improved Modular Tactical Vest

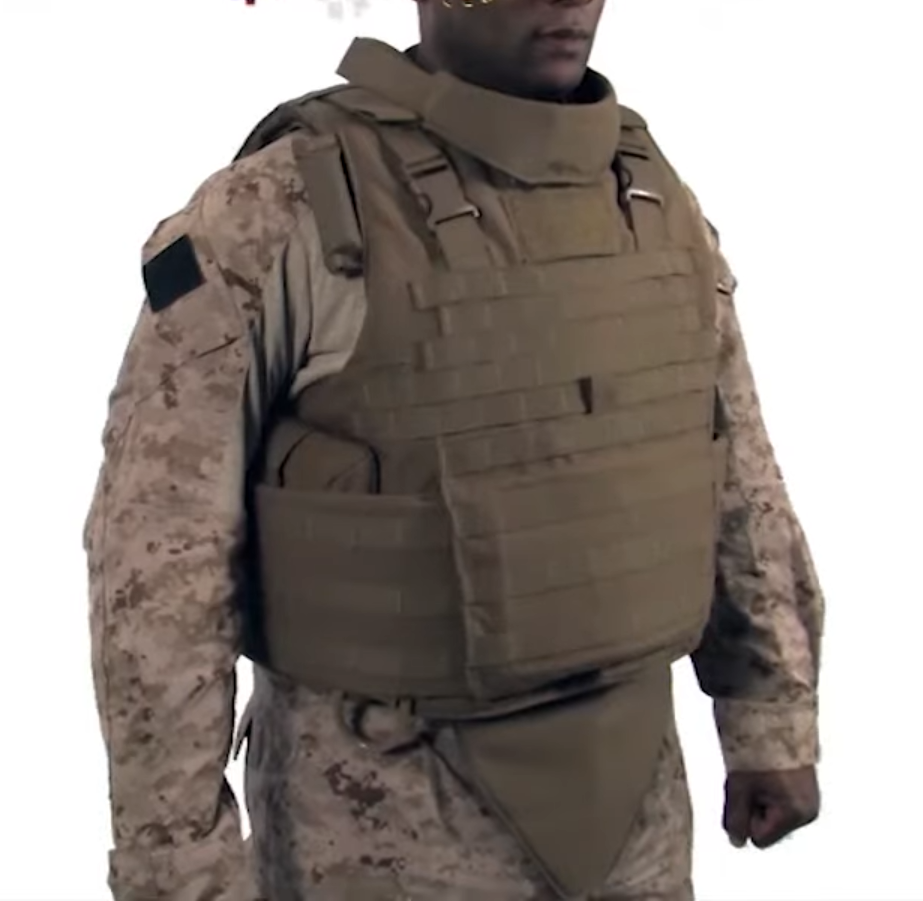
IMTV (Improved Modular Tactical Vest)

В июле 2013 года КМП США объявил о модернизации БЖ Modular Tactical Vest. Новая модификация жилета IMTV (Improved Modular Tactical Vest) предназначена и выпускается для морских пехотинцев небольшого роста, которые не могут комфортно пользоваться полноразмерным жилетом MTV. Жилет поступает в ростовках: small-short, medium-short, и large-short. Большинство пехотинцев используют в полевых условиях регулируемый базовый жилет (Scalable Plate Carrier), поэтому ожидается, что дополнительные ростовки будут способствовать применению IMTV морпехами в боевых условиях. Командование КМП США не планирует разрабатывать БЖ, специально предназначенный для женщин-военнослужащих, и пришло к выводу, что проблема состоит в различиях по фигурам, связанным с длиной туловища. Поэтому, БЖ IMTV может подойти как женщинам, так и мужчинам небольшого роста.

## Защитные свойства
В конструкции жилета имеются прорези (фактически карманы) для вставок из мягкой тканевой брони на основе кевлара — аналога гражданского стандарта NIJ (National Institute of Justice), Уровень IIIА, с дополнительными карманами для жёстких панелей, в данном случае противопульных вставок SAPI и ESAPI.
Последняя модель вставок этого типа — ESAPI Rev G — обеспечивает защиту носителя жилета от двух поражений бронебойной пулей M2 калибра 7,62 × 63 мм с ударной скоростью 868 м/с, также выдерживает множественные поражения более слабых средств, таких как: 5,56 × 45 мм НАТО, 7,62 × 51 мм НАТО и 7,62 × 39 мм. Достигнуто заметное улучшение по сравнению с ранней модификацией вставок Rev A, которая выдерживала пулю M2 в среднем 1,6 раз, первое поражение гарантировано, а второе — в 60 % случаев.